# Kanton Lille-Est
Der Kanton Lille-Est war bis 2015 ein französischer Kanton im Arrondissement Lille, im Département Nord und in der Region Nord-Pas-de-Calais. Vertreter im Generalrat war zuletzt von 2011 bis 2015 Frédéric Marchand.

## Gemeinden
Der Kanton Lille-Est hatte 32.333 Einwohner (Stand: 1. Januar 2012).
Er bestand aus dem bis 1977 als Gemeinde eigenständigen Stadtteil Hellemmes und dem Stadtteil Fives.